# Азорский реал
Азорский реал — историческая денежная единица Азорских островов.
Первые монеты для обеспечения денежного обращения в заморской провинции Португалии Азорские острова были отчеканены в 1750 году. В обращение поступили медные 3, 5 и 10 реалов. На них содержалась надпись «pecunia insulana», что обозначает на латыни «островные деньги». Выпуск продлился недолго. Монеты номиналом в 3 и 10 реалов чеканили лишь в 1751 году, 5 реалов в 1750 и 1751 годах.
В 1790-х годах в обращение поступила вторая серия азорских реалов. Она включала медные 5, 10 и 20 реалов, а также серебряные 75 и 300 реалов.
В 1828 году в Португалии произошёл переворот. Королём стал Мигел I. Опорным пунктом конституционалистов, которые не приняли Мигеля, а считали своей королевой Марию, стал один из Азорских островов Терсейра. На монетах номиналом в 5, 10 и 80 реалов 1829 и 1830 годов острова Терсейра указан титул королевы Португалии Марии.
В последующем азорские реалы чеканили в 1843, 1865—1866 и 1901 годах. На Азорских островах использовали не только монеты местных выпусков и метрополии. На попадавшие на острова деньги наносилось клеймо, что делало их законным платёжным средством. Так, талеры Марии Терезии после надчеканки становились равными 1200, а бразильские мильрейсы 600 азорским реалам.
Азорские реалы выпускали не только в виде монет, но и банкнот. В сериях 1876—1885, 1895 и 1905—1910 годов имеются банкноты номиналами в 2½, 5, 10, 20 и 50 тысяч реалов.
В 1911 году португальский и азорский реалы заменили на эскудо по курсу 1000 к 1. При этом ранее эмитированные азорские реалы продолжали находиться в обороте ещё 20 лет.